# 矢田川 (群馬県)
矢田川（群馬県）（やたがわ）は、群馬県高崎市を流れる利根川水系鏑川支流の一級河川である。

## 地理
左岸は、高崎市吉井町多比良字滝影3511番地先、右岸は高崎市吉井町多比良字入山3507番地先の牛伏山中を水源として、おおむね北北東方向に流れ、高崎市吉井町中島で鏑川に合流する。
流域は、吉井町多比良、吉井町矢田、吉井町多胡、吉井町吉井川、吉井町池、吉井町中島に渡る。上流部に赤谷貯水池（農業用水池）がある。

## 主な支流
馬入須川、見明寺川、根ガラミ沢、西谷川、この他に鏑川用水の多比良幹線が流入する。

## 橋梁
赤谷橋、日陰橋、名称不明、諏訪橋、松田橋、堰端橋、牛伏大橋（県道41号線）、名称不明、藤ノ木橋、名称不明、矢田川橋（国道254号線）、名称不明、名称不明